# Le Vigen

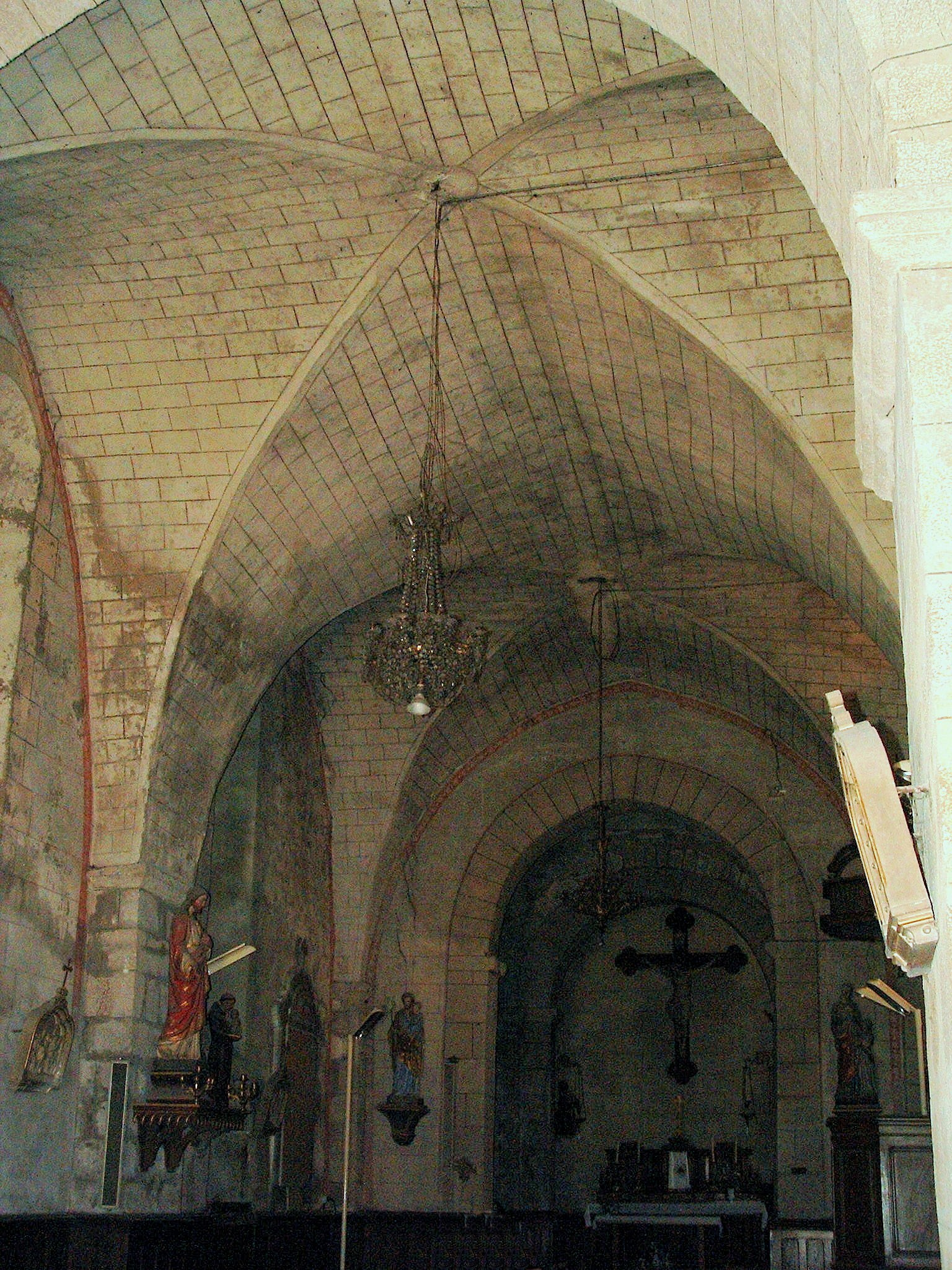
Nef de l'église Saint-Mathurin.

Le Vigen est une commune française située dans le département de la Haute-Vienne, en région Nouvelle-Aquitaine.

## Géographie

### Localisation
Le Vigen est une commune périurbaine située à environ 11 kilomètres au sud de Limoges, sur la Briance. Le village est accolé au bourg voisin de Solignac, avec qui il partage une gare SNCF.

### Communes limitrophes
Les communes limitrophes sont Boisseuil, Feytiat, Jourgnac, Limoges, Saint-Jean-Ligoure, Saint-Maurice-les-Brousses et Solignac.
| Limoges  | Feytiat                    |                    |
| Solignac | du Vigen                   | Boisseuil          |
| Jourgnac | Saint-Maurice-les-Brousses | Saint-Jean-Ligoure |

### Climat
Pour des articles plus généraux, voir Climat de la Nouvelle-Aquitaine et Climat de la Haute-Vienne.
Historiquement, la commune est exposée à un climat océanique limousin.  
En 2020, Météo-France publie une typologie des climats de la France métropolitaine dans laquelle la commune est exposée à un climat océanique altéré et est dans la région climatique  Ouest et nord-ouest du Massif Central, caractérisée par une pluviométrie annuelle de 900 à 1 500 mm, maximale en automne et en hiver.
Pour la période 1971-2000, la température annuelle moyenne est de 11,6 °C, avec une amplitude thermique annuelle de 15 °C. Le cumul annuel moyen de précipitations est de 1 036 mm, avec 13,4 jours de précipitations en janvier et 8 jours en juillet. Pour la période 1991-2020, la température moyenne annuelle observée sur la station météorologique la plus proche, située sur la commune de Limoges à 11 km à vol d'oiseau, est de 11,8 °C et le cumul annuel moyen de précipitations est de 1 018,0 mm,. Pour l'avenir, les paramètres climatiques de la commune estimés pour 2050 selon différents scénarios d’émission de gaz à effet de serre sont consultables sur un site dédié publié par Météo-France en novembre 2022.

## Urbanisme

### Typologie
Au 1er janvier 2024, Le Vigen est catégorisée commune rurale à habitat dispersé, selon la nouvelle grille communale de densité à sept niveaux définie par l'Insee en 2022.
Elle est située hors unité urbaine. Par ailleurs la commune fait partie de l'aire d'attraction de Limoges, dont elle est une commune de la couronne,. Cette aire, qui regroupe 127 communes, est catégorisée dans les aires de 200 000 à moins de 700 000 habitants,.

### Occupation des sols
L'occupation des sols de la commune, telle qu'elle ressort de la base de données européenne d’occupation biophysique des sols Corine Land Cover (CLC), est marquée par l'importance des territoires agricoles (77,7 % en 2018), en diminution par rapport à 1990 (80,1 %). La répartition détaillée en 2018 est la suivante : 
prairies (49,9 %), zones agricoles hétérogènes (26,7 %), forêts (15,1 %), zones urbanisées (6,3 %), terres arables (1,1 %), zones industrielles ou commerciales et réseaux de communication (0,9 %). L'évolution de l’occupation des sols de la commune et de ses infrastructures peut être observée sur les différentes représentations cartographiques du territoire : la carte de Cassini (XVIIIe siècle), la carte d'état-major (1820-1866) et les cartes ou photos aériennes de l'IGN pour la période actuelle (1950 à aujourd'hui).

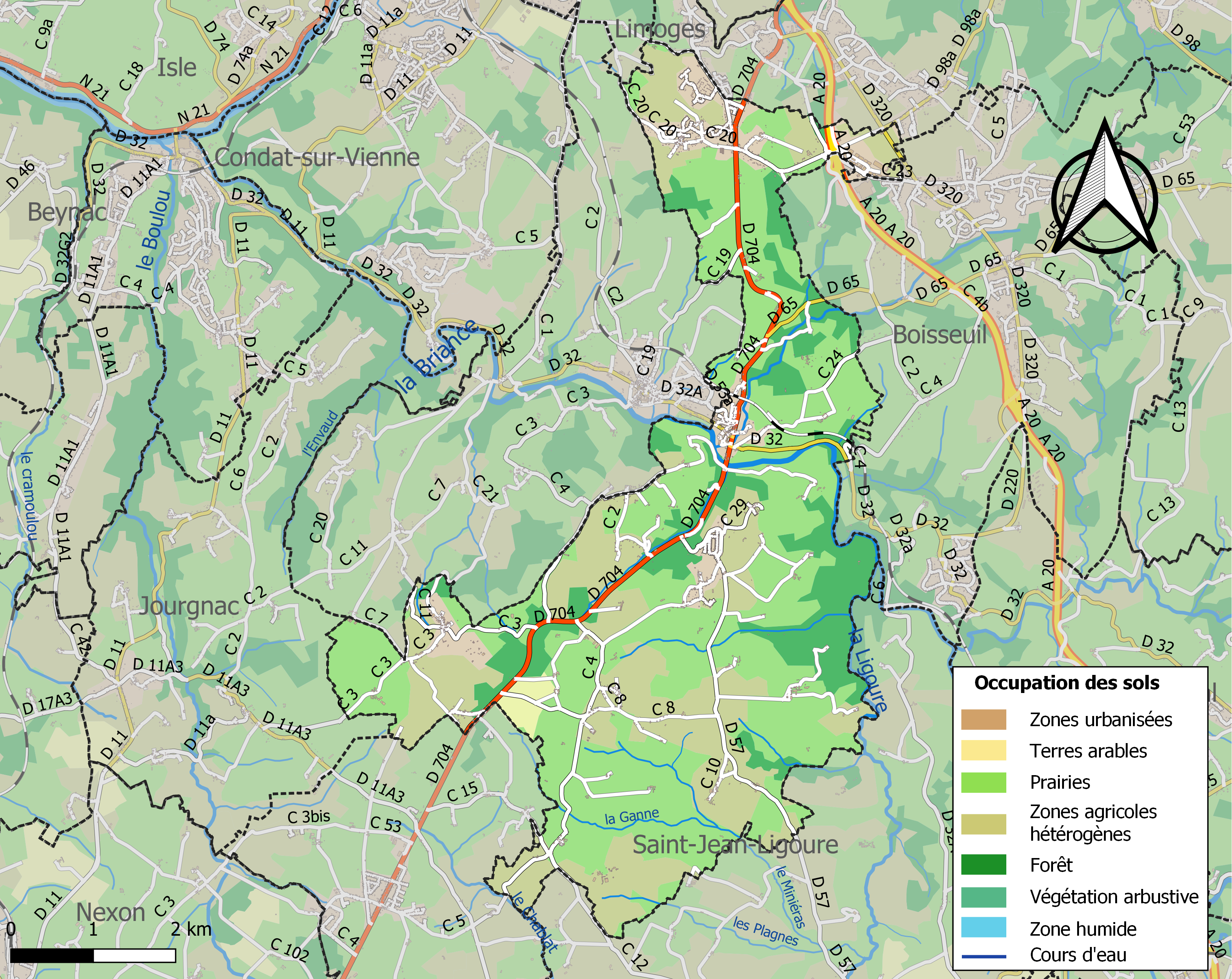
Carte des infrastructures et de l'occupation des sols de la commune en 2018 (CLC).

### Risques majeurs
Le territoire de la commune du Vigen est vulnérable à différents aléas naturels : météorologiques (tempête, orage, neige, grand froid, canicule ou sécheresse), inondations et séisme (sismicité faible). Il est également exposé à un risque particulier : le risque de radon. Un site publié par le BRGM permet d'évaluer simplement et rapidement les risques d'un bien localisé soit par son adresse soit par le numéro de sa parcelle.

#### Risques naturels
Certaines parties du territoire communal sont susceptibles d’être affectées par le risque d’inondation par débordement de cours d'eau, notamment la Briance et la Ligoure. La commune a été reconnue en état de catastrophe naturelle au titre des dommages causés par les inondations et coulées de boue survenues en 1982, 1988, 1993 et 1999,. Le risque inondation est pris en compte dans l'aménagement du territoire de la commune par le biais du plan de prévention des risques inondation (PPRI) « Briance aval », approuvé le 13 janvier 1999.

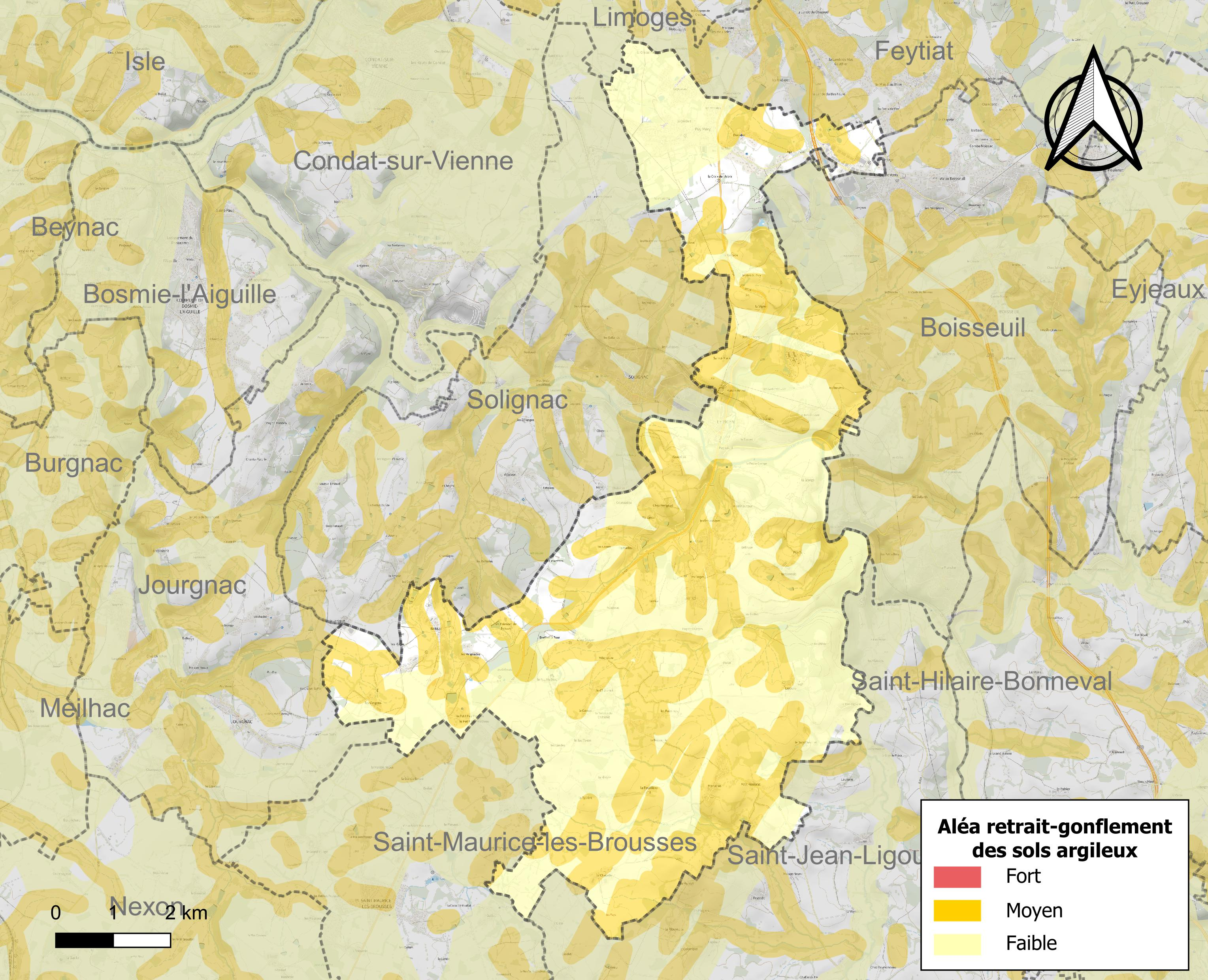
Carte des zones d'aléa retrait-gonflement des sols argileux du Vigen.

Le retrait-gonflement des sols argileux est susceptible d'engendrer des dommages importants aux bâtiments en cas d’alternance de périodes de sécheresse et de pluie. 47,1 % de la superficie communale est en aléa moyen ou fort (27 % au niveau départemental et 48,5 % au niveau national métropolitain). Depuis le 1er octobre 2020, en application de la loi ÉLAN, différentes contraintes s'imposent aux vendeurs, maîtres d'ouvrages ou constructeurs de biens situés dans une zone classée en aléa moyen ou fort,.
La commune a été reconnue en état de catastrophe naturelle au titre des dommages causés par des mouvements de terrain en 1999.

#### Risque particulier
Dans plusieurs parties du territoire national, le radon, accumulé dans certains logements ou autres locaux, peut constituer une source significative d’exposition de la population aux rayonnements ionisants. Selon la classification de 2018, la commune du Vigen est classée en zone 3, à savoir zone à potentiel radon significatif.

## Toponymie
Lo Vijan en limousin, dialecte occitan. De vic descendant du latin vicus (« village »).

## Histoire
L'origine du Vigen est le dernier oratoire de saint Théau de Solignac qui finit sa vie non loin de Solignac vers l'an 700. 
Sous la Révolution, Le Vigen devient une commune. Son territoire est celui des actuelles communes du Vigen et de Solignac, moins une petite enclave, la commune de Solignac, dont le territoire est en gros celui de la ville d'aujourd'hui. Solignac est rattachée au Vigen par l'ordonnance du 25 février 1818. En 1871, une large fraction du Vigen est détachée de cette commune pour devenir la commune de Solignac actuelle. La commune du Vigen perd ainsi environ 40 % de sa superficie. Cette décision, prise irrégulièrement par le conseil général en 1875, est régularisée par la loi du 29 juillet 1890.
Sept maquisards sont abattus par des allemands appartenant au SS-Polizei-Regiment 19, elle se dirige vers le sud en direction de Saint-Yrieix-la-Perche par la Route départementale 704 (Haute-Vienne). L'action se passe dans l’allée en face du château de Plaisance entre Feytiat et le Vigen le 17 août 1944.

### Période contemporaine
- Le 3 juillet 2009, le train Corail Paris - Cahors déraille vers 20 h 40 dans la commune du Vigen à une dizaine de kilomètres au sud de Limoges, après avoir percuté la remorque chargée de foin d'un tracteur qui s'était renversée sur les voies. Treize personnes seraient blessées dont deux grièvement sur les quatre-cent-cinquante transportées[25].
- Le 27 juillet 2010, un champ de blé du Vigen a subi une « intervention » d'un genre particulier : le premier cercle de culture (crop circle) en Limousin[26].

## Politique et administration

### Liste des maires
| Période                                  | Période      | Identité                   | Étiquette | Qualité                                                                |
| ---------------------------------------- | ------------ | -------------------------- | --------- | ---------------------------------------------------------------------- |
| septembre 1944                           | octobre 1947 | Pierre Couturier           |           |                                                                        |
| octobre 1947                             | mars 1965    | Henri Catalifaud           |           |                                                                        |
| mars 1965                                | mars 1983    | Roger Brissaud (1914-2017) |           | Hôtelier                                                               |
| mars 1983                                | mars 1989    | Paul Lacroix               | PS        |                                                                        |
| mars 1989                                | juin 1995    | Michel Pestourie           |           |                                                                        |
| juin 1995                                | mars 2001    | Dominique Cosson           | PS        |                                                                        |
| mars 2001                                | mars 2008    | Michel Peymirat            | DVD       |                                                                        |
| mars 2008                                | mars 2014    | Jeanne-Marie Leybros       | SE        |                                                                        |
| mars 2014                                | mai 2020     | Jean-Claude Chanconie      | DVD       | Chef d'entreprise retraité                                             |
| mai 2020                                 | En cours     | Jean-Luc Bonnet            | SE        | Responsable d'équipes 3e vice-président de Limoges Métropole (2020 → ) |
| Les données manquantes sont à compléter. |              |                            |           |                                                                        |

## Démographie
L'évolution du nombre d'habitants est connue à travers les recensements de la population effectués dans la commune depuis 1793. Pour les communes de moins de 10 000 habitants, une enquête de recensement portant sur toute la population est réalisée tous les cinq ans, les populations de référence des années intermédiaires étant quant à elles estimées par interpolation ou extrapolation. Pour la commune, le premier recensement exhaustif entrant dans le cadre du nouveau dispositif a été réalisé en 2005.

En 2022, la commune comptait 2 298 habitants, en évolution de +6,83 % par rapport à 2016 (Haute-Vienne : −0,68 %, France hors Mayotte : +2,11 %).
| 1793  | 1800  | 1806  | 1872  | 1876  | 1881  | 1886  | 1891  | 1896  |
| ----- | ----- | ----- | ----- | ----- | ----- | ----- | ----- | ----- |
| 1 793 | 1 506 | 1 779 | 2 033 | 2 139 | 2 214 | 2 523 | 1 706 | 1 724 |

| 1901  | 1906  | 1911  | 1921  | 1926  | 1931  | 1936  | 1946  | 1954  |
| ----- | ----- | ----- | ----- | ----- | ----- | ----- | ----- | ----- |
| 1 688 | 1 685 | 1 612 | 1 369 | 1 293 | 1 314 | 1 339 | 1 285 | 1 204 |

| 1962  | 1968  | 1975  | 1982  | 1990  | 1999  | 2005  | 2006  | 2010  |
| ----- | ----- | ----- | ----- | ----- | ----- | ----- | ----- | ----- |
| 1 098 | 1 044 | 1 055 | 1 263 | 1 550 | 1 704 | 1 976 | 2 032 | 2 049 |

| 2015  | 2020  | 2022  | - | - | - | - | - | - |
| ----- | ----- | ----- | - | - | - | - | - | - |
| 2 109 | 2 271 | 2 298 | - | - | - | - | - | - |

## Culture locale et patrimoine

### Lieux et monuments
- Château du Reynou (XIXe siècle) dont les façades et toitures sont inscrites au titre des monuments historiques depuis 1994[32].
- Parc zoologique et paysager du Reynou, dont les jardins sont classés au titre des monuments historiques depuis 1995[32].
- Église Saint-Mathurin[33],[34],[35] (XIIe et XIIIe siècles). L'édifice a été classé au titre des monuments historiques en 1912[36].
- Gare de Solignac - Le Vigen.
- Tour hertzienne du Vigen.

### Personnalités liées à la commune
- Pierre Guillaume Frédéric Le Play (1806-1882), polytechnicien, ingénieur du corps des mines et sociologue paternaliste français se réclamant de la tradition contre-révolutionnaire. Auteur d'une enquête demeurée célèbre sur les « ouvriers européens » (1855). Fondateur de la Société internationale des études pratiques d'économie sociale et de l'Union de la paix sociale.
- Georges Sogny[37], dessinateur ayant illustré de nombreux romans populaires et policiers aux éditions Ferenczi, a vécu au Vigen de 1940 à 1945.

### Blasonnement
|  | Les armoiries de Le Vigen se blasonnent ainsi : D'argent au clocher de gueules, au chef d'azur chargé d'un pont de cinq arches du champ. |

## Pour approfondir